# Cephalodella pentaplax
Cephalodella pentaplax is een raderdiertjessoort uit de familie Notommatidae. De wetenschappelijke naam van deze soort is voor het eerst geldig gepubliceerd in 1943 door Wulfert.